# Лірика
Лі́рика (грец. lyrikós — лірний; твір, виконаний під акомпанемент ліри) — один із трьох, нарівні з епосом та драмою, родів художньої літератури та мистецтва, в якому у формі естетизованих переживань осмислюється сутність людського буття. Ліричні твори не мають чітко окресленого сюжету‚ для них характерні віршова форма‚ велика кількість художніх засобів‚ високий рівень емоційності.  У переносному значенні лірика може означати ліричний настрій або стиль (емоційно-забарвлений, хвилюючий, чутливий, схильний до вираження роздумів, почуттів, переживань).

## Ліризм
У ліриці першорядне значення надається виражальним засобам, які формують інтимну атмосферу з витонченим емоційним станом, тобто — ліризм. До речі, ліризм притаманний і прозі (твори Василя Стефаника, Михайла Коцюбинського, Івана Липи, Юрія Яновського, Олександра Довженка та інші), драмі («Лісова пісня» Лесі Українки), зумовлюючи появу синкретичних жанрів, скажімо, вірша у прозі тощо.

## Ліричні пісні та балади (скорочено)
Оперуючи властивими їй зображально-виражальними засобами, лірика має свою якість, визначувану конкретним змістом певної доби та панівними у ній стильовими струменями, естетичними вподобаннями тощо і водночас — ментальною свідомістю кожного етнічного середовища. Принаймні, така риса, як ліризм, — одна з базових ознак української душі, що позначається на національній поезії та співу. Тематика ліричних українських народних пісень — це кохання щасливе і нерозділене, вірність, зрадливість, розлука, ревнощі, складності родинного життя. До ліричних пісень також відносять колискові, соціально-побутові, козацькі, чумацькі.

## Естетичний віршовий твір
Терміном лірика позначають також певний віршовий твір або сукупність творів, що відповідають високим естетичним критеріям, переважно невеликих за обсягом, але містких за полісемантичним змістом, окреслюваних своїми формотворчими гранями у багатьох жанрах (балада, елегія, епістола, ідилія, етюд, монолог, мадригал тощо).
Подеколи лірика умовно розмежовується на громадянську, пейзажну, інтимну, філософську тощо, хоч насправді всі ці групи наскрізь інтимізовані. Однак переживання і думки, виражені у ліричному творі, не ототожнюються з постаттю автора, з його внутрішнім світом, для цього запроваджується поняття його ліричного «Я» — так званого ліричного героя, на підставі якого витворюється цілісне уявлення про творчість поета.
Ліричний герой пояснює специфіку ліричного характеру у всьому багатстві проявів душевного життя, узагальнює досвід художнього світосприйняття та творчого чину. Стосунки між автором та ліричним героєм рахуються як зв'язки між прототипом та створеним на його основі художнім образом.
Лірика — не синонім поняття «поезія», вона наповнює його естетичним змістом, який можна назвати «аристократизмом духу», що спонукає людський геній до осягнення ідеалів краси та істини.

## Жанри лірики
- Ідилія
- Айрен
- Альба
- Анакреонтична поезія
- Баєчка
- Байка
- Балада
- Баркарола
- Буколіка
- Бурлеск
- Віреле
- Вірш
- Вірш прозою
- Вірш-діалог
- Вірш-пейзаж
- Верлібр
- Гімн
- Гіпорхема
- Газель
- Гнома
- Дескорт
- Дифірамб
- Дума
- Думка
- Духовні вірші
- Еклога
- Елегія
- Епіграма
- Епіталама
- Жеста
- Кансона
- Канти
- Кантилена
- Канцона
- Касида
- Лімерик
- Літургійна поезія
- Мініатюра
- Мадригал
- Марсія
- Медитація
- Ода
- Пісня
- Пастурель
- Пеан
- Поезія
- Поема
- Послання
- Романс
- Сірвента
- Серенада
- Сонет
- Терцина
- Травестія
- Фабліо
- Хайку
- Шантефабль
- Шарада
- Шарж
- Шванк

## Джерело
- Літературознавчий словник-довідник за редакцією Р. Т. Гром'яка, Ю. І. Коваліва, В. І. Теремка. — К.: ВЦ «Академія»